# Закон Хэрри
«Зако́н Хэ́рри» (англ. Harry's Law) — комедийно-драматический телесериал канала NBC, созданный Дэвидом Э. Келли. Сериал стартовал 17 января 2011 года.
12 мая 2011 года телеканал NBC продлил сериал на второй сезон, премьера которого состоялась 21 сентября 2011 года. 11 октября 2011 года канал заказал 6 дополнительных серий для второго сезона.
11 мая 2012 года канал закрыл сериал.

## Сюжет
Шоу вращается вокруг Харриет Корн, недавно уволенного патентного адвоката, и её группы единомышленников. Они собираются, чтобы создать уникальную юридическую фирму в подвале магазина обуви в Цинциннати. Во втором сезоне практика перемещается наверх в большой офис с помощью престижного адвоката и друга Томми Джефферсона.

## В ролях
| Актёр                | Персонаж                 | Эпизоды | Сезоны       | Сезоны       |
| Актёр                | Персонаж                 | Эпизоды | 1            | 2            |
| -------------------- | ------------------------ | ------- | ------------ | ------------ |
| Кэти Бэйтс           | Хэрриет «Хэрри» Корн     | 34      | Регулярно    | Регулярно    |
| Нейт Кордри          | Адам Бранч               | 34      | Регулярно    | Регулярно    |
| Бриттани Сноу        | Дженна Бэкстром          | 15      | Регулярно    | Периодически |
| Эмел Амин            | Малькольм Дэвис          | 14      | Регулярно    | Гость        |
| Кристофер Макдональд | Томас «Томми» Джефферсон | 32      | Периодически | Регулярно    |
| Марк Вэлли           | Оливер Ричард            | 22      |              | Регулярно    |
| Карен Оливо          | Кэсси Рейнольдс          | 22      |              | Регулярно    |
| Джастин Люпе         | Фиби Блейк               | 8       |              | Регулярно    |

1. ↑  Джастин Люпе исполнила гостевую роль в 15 эпизоде второго сезона и была включена в основной состав в эпизоде 16.

## Производство
Это первый телесериал, который Келли продюсировал не в сотрудничестве с  20th Century Fox Television — вместо этого сопродюсером сериала являлся Warner Bros. Television. 14 мая 2010 года канал NBC официально объявил о том, что заказал сериал. «Закон Хэрри» стал заменой в межсезонье с премьерой в январе 2011 года, когда шоу «Преследование» было закрыто. В попытке сделать шоу более реалистичным, продюсеры решили исследовать Цинциннати более тщательно во втором сезоне и включили реальный бар «Arnold's Bar and Grill» в сериал.

## Эпизоды
| Сезон | Сезон | Эпизоды | Оригинальная дата показа | Оригинальная дата показа |
| Сезон | Сезон | Эпизоды | Премьера сезона          | Финал сезона             |
| ----- | ----- | ------- | ------------------------ | ------------------------ |
|       | 1     | 12      | 17 января 2011           | 4 апреля 2011            |
|       | 2     | 22      | 21 сентября 2011         | 27 мая 2012              |

### Сезон 1 (2011)
| № общий | № в сезоне | Название                                        | Режиссёр         | Автор сценария                     | Дата премьеры   | Произв. код | Зрители в США (млн) |
| ------- | ---------- | ----------------------------------------------- | ---------------- | ---------------------------------- | --------------- | ----------- | ------------------- |
| 1       | 1          | «Pilot» «Пилот»                                 | Билл Д’Элия      | Дэвид Э. Келли                     | 17 января 2011  | 2J5901      | 11,07               |
| 2       | 2          | «Heat of Passion» «Жар страсти»                 | Билл Д’Элия      | Дэвид Э. Келли                     | 24 января 2011  | 2J5902      | 10,43               |
| 3       | 3          | «Innocent Man» «Невиновный человек»             | Стефен Крэгг     | Дэвид Э. Келли                     | 31 января 2011  | 2J5906      | 11,02               |
| 4       | 4          | «Wheels of Justice» «Колеса справедливости»     | Джефф Блекнер    | Дэвид Э. Келли                     | 7 февраля 2011  | 2J5907      | 9,22                |
| 5       | 5          | «A Day in the Life» «День из жизни»             | Джонатан Понтелл | Дэвид Э. Келли и Кристофер Амброуз | 14 февраля 2011 | 2J5908      | 8,51                |
| 6       | 6          | «Bangers in the House» «Фейерверк в доме»       | Майк Листо       | Дэвид Э. Келли и Лоуренс Броч      | 21 февраля 2011 | 2J5903      | 8,75                |
| 7       | 7          | «American Dreams» «Американская мечта»          | Стив Робин       | Лоуренс Броч и Дэвид Э. Келли      | 28 февраля 2011 | 2J5905      | 9,20                |
| 8       | 8          | «In the Ghetto» «В гетто»                       | Арлин Сэнфорд    | Дэвид Э. Келли и Сьюзан Дикс       | 7 марта 2011    | 2J5909      | 9,59                |
| 9       | 9          | «The Fragile Beast» «Хрупкое чудовище»          | Том Верика       | Дэвид Э. Келли и Сьюзан Дикс       | 14 марта 2011   | 2J5904      | 10,16               |
| 10      | 10         | «Send in the Clowns» «Посылка клоуну»           | Майкл Прессман   | Дэвид Э. Келли                     | 21 марта 2011   | 2J5910      | 8,43                |
| 11      | 11         | «With Friends Like These» «С друзьями, как эти» | Билл Д’Элия      | Дэвид Э. Келли                     | 28 марта 2011   | 2J5911      | 8,54                |
| 12      | 12         | «Last Dance» «Последний танец»                  | Майк Листо       | Дэвид Э. Келли и Кристофер Амброуз | 4 апреля 2011   | 2J5912      | 7,75                |

### Сезон 2 (2011–12)
| № общий | № в сезоне | Название                                          | Режиссёр         | Автор сценария                                                        | Дата премьеры    | Произв. код | Зрители в США (млн) |
| ------- | ---------- | ------------------------------------------------- | ---------------- | --------------------------------------------------------------------- | ---------------- | ----------- | ------------------- |
| 13      | 1          | «Hosanna Roseanna» «Слава Розине»                 | Билл Д’Элия      | Дэвид Э. Келли                                                        | 21 сентября 2011 | 201         | 7,53                |
| 14      | 2          | «There Will Be Blood» «Прольется кровь»           | Билл Д’Элия      | Дэвид Э. Келли                                                        | 28 сентября 2011 | 202         | 7,63                |
| 15      | 3          | «Sins of the Father» «Грехи отца»                 | Майк Листо       | Дэвид Э. Келли                                                        | 5 октября 2011   | 203         | 8,45                |
| 16      | 4          | «Queen of Snark» «Королева перекусов»             | Пол Маккрейн     | Дэвид Э. Келли                                                        | 12 октября 2011  | 204         | 7,84                |
| 17      | 5          | «Bad to Worse» «Плохо и еще хуже»                 | Томас Картер     | Дэвид Э. Келли                                                        | 19 октября 2011  | 205         | 8,39                |
| 18      | 6          | «The Rematch» «Реванш»                            | Майкл Кэтлман    | Дэвид Э. Келли, Аманда Джонс и Сьюзан Дикс                            | 2 ноября 2011    | 206         | 7,28                |
| 19      | 7          | «American Girl» «Американская девчонка»           | Рон Андервуд     | Дэвид Э. Келли и Лоуренс Броч                                         | 9 ноября 2011    | 207         | 7,11                |
| 20      | 8          | «Insanity» «Безумие»                              | Арлин Сэнфорд    | Девон Креггори и Лоуренс Броч                                         | 16 ноября 2011   | 208         | 7,21                |
| 21      | 9          | «Head Games» «Игра голов»                         | Стефен Крэгг     | Дэвид Э. Келли                                                        | 30 ноября 2011   | 209         | 9,88                |
| 22      | 10         | «Purple Hearts» «Пурпурные сердца»                | Джилл Джангер    | Кристофер Амброуз и Лоуренс Броч                                      | 7 декабря 2011   | 210         | 7,08                |
| 23      | 11         | «Gorilla My Dreams» «Горилла в моих снах»         | Билл Д'Элия      | Дэвид Э. Келли и Аманда Джонс                                         | 11 января 2012   | 211         | 8,39                |
| 24      | 12         | «New Kidney on the Block» «Новые кадры»           | Майк Листо       | Дэвид Э. Келли и Сьюзан Дикс                                          | 18 января 2012   | 212         | 6,41                |
| 25      | 13         | «After the Lovin» «После любви»                   | Билл Д'Элия      | Дэвид Э. Келли                                                        | 11 марта 2012    | 213         | 9,05                |
| 26      | 14         | «Les Horribles» «Ужасные»                         | Майк Листо       | Дэвид Э. Келли                                                        | 18 марта 2012    | 214         | 7,97                |
| 27      | 15         | «Search and Seize» «Поиск и изъятие»              | Джонатан Понтелл | Лоурен Броч, Кристофер Амброуз и Дэвид Э. Келли                       | 25 марта 2012    | 215         | 8,09                |
| 28      | 16         | «The Lying Game» «Игра в ложь»                    | Том Верика       | Дэвид Э. Келли                                                        | 8 апреля 2012    | 216         | 7,74                |
| 29      | 17         | «The Contest» «Конкурс»                           | Майк Листо       | Дэвид Э. Келли и Аманда Джонс                                         | 15 апреля 2012   | 217         | 8,27                |
| 30      | 18         | «Breaking Points» «Переломные моменты»            | Джеймс Хайман    | Лоуренс Броч и Сьюзан Дикс                                            | 22 апреля 2012   | 218         | 8,62                |
| 31      | 19         | «And the Band Played On» «И группа начала играть» | Миллисент Шелтон | Кристофер Амброуз, Девон Греггори и Дэвид Э. Келли                    | 29 апреля 2012   | 219         | 7,33                |
| 32      | 20         | «Class War» «Класс войны»                         | Ховард Дойч      | История: Филипп Бернард Телесценарий: Лоуренс Броч                    | 6 мая 2012       | 220         | 7,68                |
| 33      | 21         | «The Whole Truth» «Вся правда»                    | Рон Андервуд     | Аманда Джонс и Дэвид Э. Келли                                         | 13 мая 2012      | 221         | 7,64                |
| 34      | 22         | «Onward and Upward» «Вперед и вверх»              | Майк Листо       | История: Дэвид Э. Келли и Девон Греггори Телесценарий: Дэвид Э. Келли | 27 мая 2012      | 222         | 5,90                |

## Отзывы критиков
Шоу было встречено смешанными отзывами с начальным счетом 48 из 100 на «Metacritic». В относительно позитивном отзыве на пилотную серию Эд Кора назвал сериал «невероятно развлекательной прогулкой».

## Рейтинги
| Сезон | Количество эпизодов | Таймслот (EST)                                 | Оригинальная дата показа | Оригинальная дата показа | Оригинальная дата показа | Ранк | Зрители (миллионы) |
| Сезон | Количество эпизодов | Таймслот (EST)                                 | Премьера сезона          | Финал сезона             | TВ сезон                 | Ранк | Зрители (миллионы) |
| ----- | ------------------- | ---------------------------------------------- | ------------------------ | ------------------------ | ------------------------ | ---- | ------------------ |
| 1     | 12                  | Понедельник 22:00                              | 17 января 2011           | 4 апреля 2011            | 2010–11                  | #28  | 11,65              |
| 2     | 22                  | Среда 21:00 (2011–12) Воскресенье 20:00 (2012) | 21 сентября 2011         | 27 мая 2012              | 2011–12                  | #52  | 8,92               |

## Награды и номинации
В 2011 году на 63 церемонии вручения Прайм-тайм премии «Эмми» Кэти Бэйтс была номинирована как лучшая актриса в драматическом телесериале, а Пол Маккрейн победил в категории лучший приглашенный актёр в драматическом телесериале.